# Мнеме (супутник)
Мнеме (грец. Μνήμη) – нерегулярний супутник Юпітера, відомий також під назвою Юпітер XL. 

## Відкриття
Був 6 лютого 2003 року відкритий групою астрономів з Гавайського університету під керівництвом Скотта Шеппарда. Отримав тимчасове значення S/2003 J 21. У березні 2005 Міжнародний астрономічний союз присвоїв супутнику офіційну назву Мнеме в честь однієї з муз . 

## Орбіта
Супутник проходить повний оберт навколо Юпітера на відстані приблизно 21 069 000 км за 620 діб та 58 хвилин. Орбіта має ексцентриситет 0,2273. Нахил ретроградної орбіти до локальної площини Лапласа 148,6°. Знаходиться у групі Ананке. 

## Фізичні характеристики
Діаметр Мнеме приблизно 2 кілометри. Оціночна густина 2,6 г/см³. Супутник складається переважно з силікатних порід. Дуже темна поверхня має альбедо 0,04. Зоряна величина дорівнює 23,3m. 